# Ensemble Karolinenstraße (Fürth)

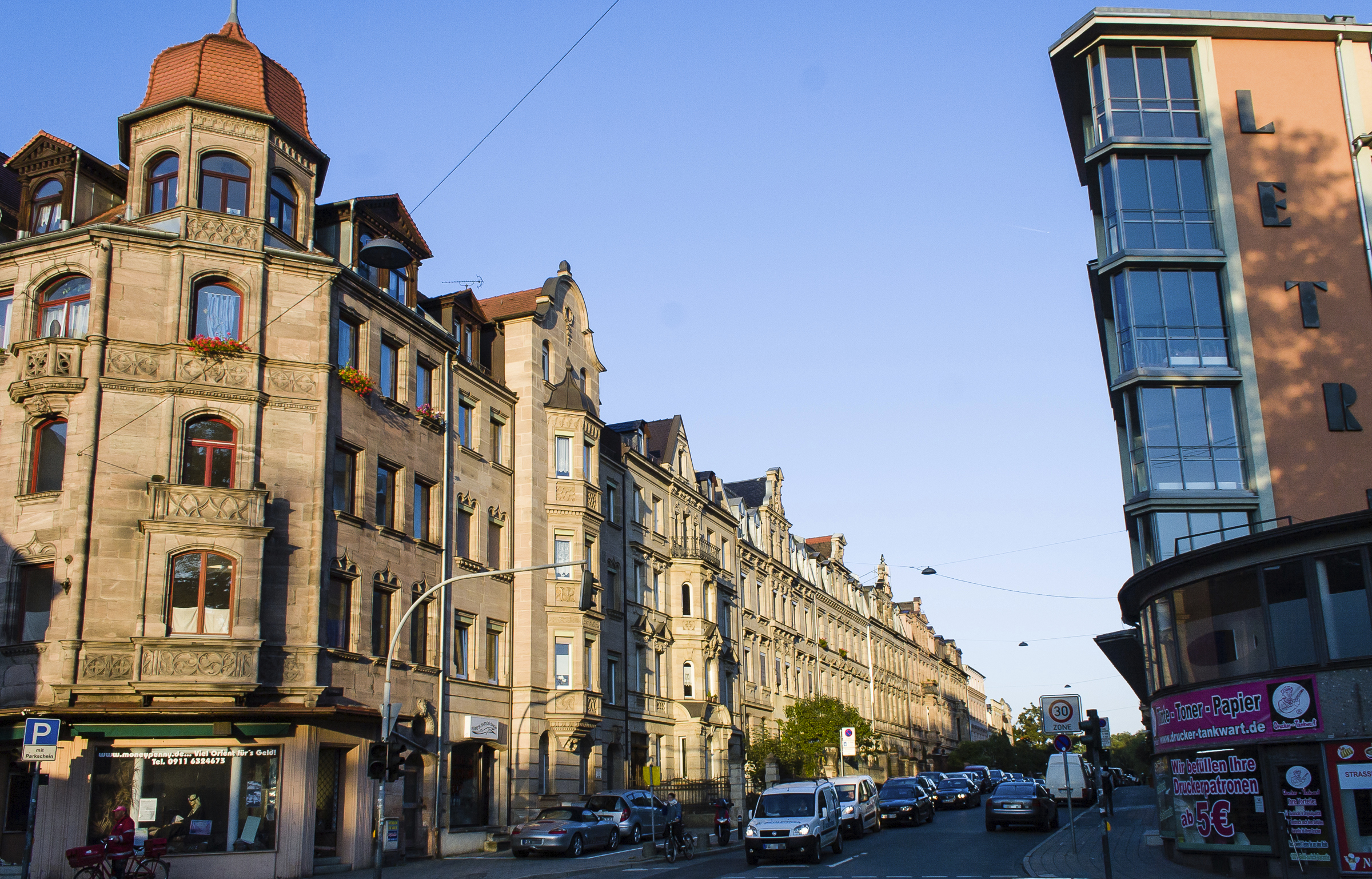
Ensemble Karolinenstraße, 2012

Das Ensemble Karolinenstraße (Fürth) ist ein Gebäudeensemble in Fürth und steht entsprechend Artikel 1, Absatz 3 des Bayerischen Denkmalschutzgesetzes unter Denkmalschutz. Das Ensemble ist Bestandteil der Liste der Baudenkmäler in Fürth, in der die Baudenkmäler der mittelfränkischen kreisfreien Stadt Fürth aufgelistet sind. Diese Liste ist eine Teilliste der Liste der Baudenkmäler in Bayern. Grundlage dieser Liste ist die Bayerische Denkmalliste, die auf Basis des bayerischen Denkmalschutzgesetzes vom 1. Oktober 1973 erstmals erstellt wurde und seither durch das Bayerische Landesamt für Denkmalpflege geführt und aktualisiert wird. Die folgenden Angaben ersetzen nicht die rechtsverbindliche Auskunft der Denkmalschutzbehörde.

## Beschreibung
Das Ensemble umfasst einen beidseitig bebauten östlichen Teilbereich der Karolinenstraße (zwischen Dambacher Straße und Schwabacher Straße), die nach Karoline Gieß, der Frau des Bauherren von Haus Nr. 64 (außerhalb des Ensembles), benannt ist. Die Straße steht für die z. T. planmäßige Stadterweiterung in die Südstadt, die mit der brückenkopfartigen Ecke an der Schwabacher Straße ihren Ausgang nahm. Wegen der Abtrennung durch die am 1. Oktober 1862 im Teilbereich Fürth-Nürnberg fertiggestellte Bahnstrecke Nürnberg–Bamberg verzögerte sich die Entwicklung der Südstadt im Vergleich zur westlichen Innenstadt und der Oststadt.
Das völlig geschlossene Straßenbild westlich der Schwabacher Straße ist mit vornehmen, fast ausschließlich dreigeschossigen Wohnhäusern ab 1873 (Nr. 2 u. 15) bebaut. An ihrer Südseite sind die für Fürth eher untypischen Vorgärten mit den historischen Zäunen erhalten. Die Architektur repräsentiert insbesondere die frühe Gründerzeit mit klassizisierenden Formen und Rundbogenfenstern, aber auch Spätformen der Deutschen Renaissance (hier: Sonderform der Neorenaissance). Am Westende gegen die Dambacher Straße zeigen die zweigeschossigen Eckhäuser Villencharakter, was der ursprünglichen und in gewisser Weise noch heute erhaltenen Stadtrandsituation entsprach. Am Ostende des beidseitig bebauten Bereichs leitet an der Nordseite die Zurücknahme der Fluchtlinie zur Bahnunterführung der Schwabacher Straße über. Das 1954–1956 erbaute „Letra-Haus“ (Karolinenstraße 17/Schwabacher Straße 66) als einziges „modernes“ – gleichwohl denkmalgeschütztes – Bauwerk in der Straße schließt an dieser Stelle heute die Fluchtlinie gerade ab. Ihm gegenüber wurde bereits 1897/98 durch ein stattliches Eckhaus (Karolinenstraße 20) der Bezug zur an dieser Stelle städtebaulich exponierten Lage und zum städtebaulichen Kontext der Schwabacher Straße geschaffen.

## Einzeldenkmäler
- Karolinenstraße 1 – Dreiseitig freistehendes Wohnhaus in klassizistischer Neurenaissance, zweigeschossig mit Zwerchhaus an der Hauptfront und erhöhtem Mittelrisalit im Westen, 1876.
- Karolinenstraße 2 – Wohnhaus, spätklassizistischer, zweigeschossiger Sandsteinbau mit erhöhtem Mittelrisalit, 1873; baulich zusammengehörig mit Eckhaus Dambacher Straße 1 (1879); neugotischer Vorgartenzaun.
- Karolinenstraße 3 – Wohnhaus, spätklassizistischer dreigeschossiger Sandsteinbau, 1875 von Johann Michael Zink.
- Karolinenstraße 4 – Wohnhaus, dreigeschossiger Neurenaissance-Sandsteinbau, 1879 (1950 aufgestockt).
- Karolinenstraße 5 – Dreigeschossiges Wohnhaus, jetzt Landwirtschaftliche Krankenkasse, spätklassizistisch, Sandstein, palastartig proportioniert, mit Flachgiebel am erhöhten Mittelrisalit, 1875 von Johann Michael Zink.
- Karolinenstraße 6, 8, 10 – Gruppe dreigeschossiger, reich gegliederter Neurenaissance-Wohnhäuser, Sandstein, jeweils mit Zwerchhaus und Mansarddach, 1881–1885 von Egerer und Richter (vgl. Nr. 9, 11, 13 und 12, 14).
- Karolinenstraße 7 – Wohnhaus, frühe Neurenaissance, dreigeschossig, Sandstein, reich gegliedert, mit Zwerchhaus am flachen Mittelrisalit, 1879.
- Karolinenstraße 8 – Siehe Nr. 6.
- Karolinenstraße 9, 11, 13 – Dreigeschossige Neurenaissance-Mietshausgruppe in der Art der Reihe Nr. 6, 8, 10, 12, 14 gegenüber, Sandstein, jeweils mit Zwerchgiebel und Mansarddach, prächtige Durchfahrten, 1878–1880.
- Karolinenstraße 10 – Siehe Nr. 6.
- Karolinenstraße 11 – Siehe Nr. 9.
- Karolinenstraße 12, 14 – Dreigeschossige Mietshäuser, reich gegliederte Neurenaissance-Sandsteinfassaden, jeweils mit Mansarddach, Zwerchhaus und Gauben, 1888 von Moritz Haubrich (in Fortsetzung von Nr. 6, 8, 10).
- Karolinenstraße 13 – Siehe Nr. 9.
- Karolinenstraße 14 – Siehe Nr. 12.
- Karolinenstraße 15 – Zweigeschossiges Wohnhaus, reich gegliederte Neurenaissancefassade, Sandstein, mit Zwerchhaus, 1873/74, Mansarddach von 1898; Vorgarten.
- Karolinenstraße 16 – Mietshaus, neubarock, viergeschossig, Sandstein, reich gegliedert, mit Bodenerker und Zwerchgiebel, 1895 von Moritz Haubrich.
- Karolinenstraße 17 / Schwabacher Straße 66 – Letra-Haus, fünfgeschossiges Fabrikgebäude (Lederwaren Trautner) mit angebautem Café, Planung wurde den Architekten W. Hauck und W. Snowdon zugeschrieben, bis 1956 errichtet.
- Karolinenstraße 18 – Viergeschossiges Mietshaus, deutsche Renaissance, Sandstein, am Mittelrisalit polygonaler Erker und geschweifter Zwerchgiebel, 1898/99 von Fritz Walter; Gruppe mit Nr. 20 und Schwabacher Straße 72.
- Karolinenstraße 20 – Malerisches, viergeschossiges Eckhaus in deutscher Renaissance, Erker, Eckturm mit Schweifkuppel, 1897/98 von Moritz Haubrich; Gruppe mit Nr. 18 und Schwabacher Straße 72.